# Coppa Davis 2023 - Gruppo Mondiale I
Il Gruppo Mondiale I 2023 è il secondo livello della Coppa Davis 2023. La competizione si divide in due turni: nel primo turno (play-off) si sono affrontate 24 nazioni; le 12 vincitrici giocheranno nel turno principale contro le perdenti delle qualificazioni alla fase finale per decretare le promozioni alla Coppa Davis 2024. Le 12 perdenti dei play-off giocheranno invece il turno principale del Gruppo Mondiale II.

## Play-off

### Squadre partecipanti
Ai play-off hanno preso parte 24 squadre:
- 12 perdenti del turno principale del Gruppo Mondiale I 2022;
- 12 vincenti del turno principale del Gruppo Mondiale II 2022;

Tra parentesi la posizione occupata nella classifica a squadre di Coppa Davis il 28 novembre 2022.
Teste di serie
- Giappone (20ª)
- Ecuador (23ª)
- Brasile (25ª)
- India (26ª)
- Romania (32ª)
- Israele (34ª)
- Perù (35ª)
- Messico (36ª)
- Ucraina (37ª)
- Turchia (38ª)
- Pakistan (39ª)
- Nuova Zelanda (41ª)

Non teste di serie
- Libano (43ª)
- Lituania (44ª)
- Danimarca (45ª)
- Taipei cinese (47ª)
- Slovenia (48ª)
- Polonia (49ª)
- Grecia (51ª)
- Lettonia (55ª)
- Bulgaria (56ª)
- Irlanda (63ª)
- Cina (70ª)
- Thailandia (72ª)

### Sommario
| Squadra in casa | Punteggio | Squadra in trasferta | Sede          | Impianto                                         | Superficie  |
| --------------- | --------- | -------------------- | ------------- | ------------------------------------------------ | ----------- |
| Giappone        | 4–0       | Polonia              | Miki-city     | Bourbone Beans Dome                              | Cemento (i) |
| Grecia          | 3–1       | Ecuador              | Atene         | Olympic Athletic Center of Athens "Spiros Louis" | Cemento (i) |
| Brasile         | 4–0       | Cina                 | Florianopolis | Estadio Guga Kuerten                             | Terra rossa |
| Danimarca       | 3–2       | India                | Hillerød      | Royal Stage                                      | Cemento (i) |
| Thailandia      | 2–3       | Romania              | Nonthaburi    | The Lawn Tennis Association of Thailand          | Cemento     |
| Lettonia        | 2–3       | Israele              | Riga          | Arena Riga                                       | Cemento (i) |
| Perù            | 4–0       | Irlanda              | Asia          | Estadio Asia                                     | Terra rossa |
| Messico         | 1–3       | Taipei cinese        | Metepec       | Club Deportivo La Asuncion                       | Terra rossa |
| Ucraina         | 3–1       | Libano               | Leszno        | Leszno Tennis Club                               | Cemento (i) |
| Turchia         | 4–0       | Slovenia             | Istanbul      | Enka Spor Kulubu                                 | Cemento (i) |
| Lituania        | 4–0       | Pakistan             | Vilnius       | SEB Arena                                        | Cemento (i) |
| Nuova Zelanda   | 1–3       | Bulgaria             | Christchurch  | Wilding Park                                     | Cemento     |

### Risultati

#### Giappone vs. Polonia
| Giappone 4 | Bourbone Beans Dome, Miki-city, Giappone 4-5 febbraio 2023 Cemento (i) | Bourbone Beans Dome, Miki-city, Giappone 4-5 febbraio 2023 Cemento (i) | Polonia 0 |     |      |             |
| \| \| \| \| 1 \| 2 \| 3 \| \| \| - \| \| ------------------------------------------------------------ \| --- \| --- \| ---- \| ----------- \| \| 1 \| \| Yoshihito Nishioka Daniel Michalski \| 6 3 \| 6 2 \| \| \| \| 2 \| \| Tarō Daniel Kacper Żuk \| 6 3 \| 6 4 \| \| \| \| 3 \| \| Ben McLachlan / Yosuke Watanuki Łukasz Kubot / Jan Zieliński \| 4 6 \| 7 5 \| 7 62 \| \| \| 4 \| \| Kaichi Uchida Maks Kasnikowski \| 6 2 \| 7 5 \| \| \| \| 5 \| \| Tarō Daniel Daniel Michalski \| \| \| \| non giocato \| |                                                                        |                                                                        |           |     |      |             |
| |                                                                        |                                                                        | 1         | 2   | 3    |             |
| 1 | Giappone (bandiera) · Polonia (bandiera)                               | Yoshihito Nishioka Daniel Michalski                                    | 6 3       | 6 2 |      |             |
| 2 | Giappone (bandiera) · Polonia (bandiera)                               | Tarō Daniel Kacper Żuk                                                 | 6 3       | 6 4 |      |             |
| 3 | Giappone (bandiera) · Polonia (bandiera)                               | Ben McLachlan / Yosuke Watanuki Łukasz Kubot / Jan Zieliński           | 4 6       | 7 5 | 7 62 |             |
| 4 | Giappone (bandiera) · Polonia (bandiera)                               | Kaichi Uchida Maks Kasnikowski                                         | 6 2       | 7 5 |      |             |
| 5 | Giappone (bandiera) · Polonia (bandiera)                               | Tarō Daniel Daniel Michalski                                           |           |     |      | non giocato |

#### Grecia vs. Ecuador
| Grecia 3 | OACA "Spiros Louis", Atene, Grecia 4-5 febbraio 2023 Cemento (i) | OACA "Spiros Louis", Atene, Grecia 4-5 febbraio 2023 Cemento (i)       | Ecuador 1 |     |   |             |
| \| \| \| \| 1 \| 2 \| 3 \| \| \| - \| \| ---------------------------------------------------------------------- \| ---- \| --- \| - \| ----------- \| \| 1 \| \| Stefanos Tsitsipas Álvaro Guillén Meza \| 7 5 \| 6 2 \| \| \| \| 2 \| \| Aristotelis Thanos Andrés Andrade \| 7 64 \| 6 4 \| \| \| \| 3 \| \| Alexandros Skorilas / Petros Tsitsipas Gonzalo Escobar / Diego Hidalgo \| 64 7 \| 4 6 \| \| \| \| 4 \| \| Stefanos Tsitsipas Andrés Andrade \| 7 61 \| 6 1 \| \| \| \| 5 \| \| Aristotelis Thanos Álvaro Guillén Meza \| \| \| \| non giocato \| |                                                                  |                                                                        |           |     |   |             |
| |                                                                  |                                                                        | 1         | 2   | 3 |             |
| 1 | Grecia (bandiera) · Ecuador (bandiera)                           | Stefanos Tsitsipas Álvaro Guillén Meza                                 | 7 5       | 6 2 |   |             |
| 2 | Grecia (bandiera) · Ecuador (bandiera)                           | Aristotelis Thanos Andrés Andrade                                      | 7 64      | 6 4 |   |             |
| 3 | Grecia (bandiera) · Ecuador (bandiera)                           | Alexandros Skorilas / Petros Tsitsipas Gonzalo Escobar / Diego Hidalgo | 64 7      | 4 6 |   |             |
| 4 | Grecia (bandiera) · Ecuador (bandiera)                           | Stefanos Tsitsipas Andrés Andrade                                      | 7 61      | 6 1 |   |             |
| 5 | Grecia (bandiera) · Ecuador (bandiera)                           | Aristotelis Thanos Álvaro Guillén Meza                                 |           |     |   | non giocato |

#### Brasile vs. Cina
| Brasile 4 | Estadio Guga Kuerten, Florianopolis, Brasile 3-4 febbraio 2023 Terra rossa | Estadio Guga Kuerten, Florianopolis, Brasile 3-4 febbraio 2023 Terra rossa | Cina 0 |     |   |             |
| \| \| \| \| 1 \| 2 \| 3 \| \| \| - \| \| ----------------------------------------------------------------- \| --- \| --- \| - \| ----------- \| \| 1 \| \| Matheus Pucinelli De Almeida Te Rigele \| 6 1 \| 6 2 \| \| \| \| 2 \| \| Thiago Monteiro Jie Cui \| 6 3 \| 6 4 \| \| \| \| 3 \| \| Rafael Matos / Felipe Meligeni Rodrigues Alves Cui Jie / Zhang Ze \| 6 2 \| 6 3 \| \| \| \| 4 \| \| Gustavo Heide Te Rigele \| 3 0 \| \| \| ritiro \| \| 5 \| \| Matheus Pucinelli De Almeida Jie Cui \| \| \| \| non giocato \| |                                                                            |                                                                            |        |     |   |             |
| |                                                                            |                                                                            | 1      | 2   | 3 |             |
| 1 | Brasile (bandiera) · Cina (bandiera)                                       | Matheus Pucinelli De Almeida Te Rigele                                     | 6 1    | 6 2 |   |             |
| 2 | Brasile (bandiera) · Cina (bandiera)                                       | Thiago Monteiro Jie Cui                                                    | 6 3    | 6 4 |   |             |
| 3 | Brasile (bandiera) · Cina (bandiera)                                       | Rafael Matos / Felipe Meligeni Rodrigues Alves Cui Jie / Zhang Ze          | 6 2    | 6 3 |   |             |
| 4 | Brasile (bandiera) · Cina (bandiera)                                       | Gustavo Heide Te Rigele                                                    | 3 0    |     |   | ritiro      |
| 5 | Brasile (bandiera) · Cina (bandiera)                                       | Matheus Pucinelli De Almeida Jie Cui                                       |        |     |   | non giocato |

#### Danimarca vs. India
| Danimarca 3 | Royal Stage, Hillerød, Danimarca 3-4 febbraio 2023 Cemento (i) | Royal Stage, Hillerød, Danimarca 3-4 febbraio 2023 Cemento (i) | India 2 |      |     |  |
| \| \| \| \| 1 \| 2 \| 3 \| \| \| - \| \| ------------------------------------------------------------- \| --- \| ---- \| --- \| \| \| 1 \| \| Holger Rune Yuki Bhambri \| 6 2 \| 6 2 \| \| \| \| 2 \| \| August Holmgren Sumit Nagal \| 6 4 \| 3 6 \| 4 6 \| \| \| 3 \| \| Johannes Ingildsen / Holger Rune Yuki Bhambri / Rohan Bopanna \| 6 2 \| 6 4 \| \| \| \| 4 \| \| Holger Rune Sumit Nagal \| 7 5 \| 6 3 \| \| \| \| 5 \| \| Elmer Møller Prajnesh Gunneswaran \| 4 6 \| 61 7 \| \| \| |                                                                |                                                                |         |      |     |  |
| |                                                                |                                                                | 1       | 2    | 3   |  |
| 1 | Danimarca (bandiera) · India (bandiera)                        | Holger Rune Yuki Bhambri                                       | 6 2     | 6 2  |     |  |
| 2 | Danimarca (bandiera) · India (bandiera)                        | August Holmgren Sumit Nagal                                    | 6 4     | 3 6  | 4 6 |  |
| 3 | Danimarca (bandiera) · India (bandiera)                        | Johannes Ingildsen / Holger Rune Yuki Bhambri / Rohan Bopanna  | 6 2     | 6 4  |     |  |
| 4 | Danimarca (bandiera) · India (bandiera)                        | Holger Rune Sumit Nagal                                        | 7 5     | 6 3  |     |  |
| 5 | Danimarca (bandiera) · India (bandiera)                        | Elmer Møller Prajnesh Gunneswaran                              | 4 6     | 61 7 |     |  |

#### Thailandia vs. Romania
| Thailandia 2 | The Lawn Tennis Association of Thailand, Nonthaburi, Thailandia 3-4 febbraio 2023 Cemento | The Lawn Tennis Association of Thailand, Nonthaburi, Thailandia 3-4 febbraio 2023 Cemento | Romania 3 |      |     |  |
| \| \| \| \| 1 \| 2 \| 3 \| \| \| - \| \| -------------------------------------------------------------------- \| --- \| ---- \| --- \| \| \| 1 \| \| Yuttana Charoenphon Nicholas David Ionel \| 7 5 \| 3 6 \| 6 1 \| \| \| 2 \| \| Kasidit Samrej Filip Cristian Jianu \| 4 6 \| 7 65 \| 2 6 \| \| \| 3 \| \| Pruchya Isaro / Thantub Suksumrarn Marius Copil / Victor Vlad Cornea \| 4 6 \| 6 2 \| 6 4 \| \| \| 4 \| \| Kasidit Samrej Nicholas David Ionel \| 4 6 \| 1 6 \| \| \| \| 5 \| \| Yuttana Charoenphon Filip Cristian Jianu \| 0 6 \| 2 6 \| \| \| |                                                                                           |                                                                                           |           |      |     |  |
| |                                                                                           |                                                                                           | 1         | 2    | 3   |  |
| 1 | Thailandia (bandiera) · Romania (bandiera)                                                | Yuttana Charoenphon Nicholas David Ionel                                                  | 7 5       | 3 6  | 6 1 |  |
| 2 | Thailandia (bandiera) · Romania (bandiera)                                                | Kasidit Samrej Filip Cristian Jianu                                                       | 4 6       | 7 65 | 2 6 |  |
| 3 | Thailandia (bandiera) · Romania (bandiera)                                                | Pruchya Isaro / Thantub Suksumrarn Marius Copil / Victor Vlad Cornea                      | 4 6       | 6 2  | 6 4 |  |
| 4 | Thailandia (bandiera) · Romania (bandiera)                                                | Kasidit Samrej Nicholas David Ionel                                                       | 4 6       | 1 6  |     |  |
| 5 | Thailandia (bandiera) · Romania (bandiera)                                                | Yuttana Charoenphon Filip Cristian Jianu                                                  | 0 6       | 2 6  |     |  |

#### Lettonia vs. Israele
| Lettonia 2 | Arena Riga, Riga, Lettonia 4-5 febbraio 2023 Cemento (i) | Arena Riga, Riga, Lettonia 4-5 febbraio 2023 Cemento (i)       | Israele 3 |     |      |  |
| \| \| \| \| 1 \| 2 \| 3 \| \| \| - \| \| -------------------------------------------------------------- \| ---- \| --- \| ---- \| \| \| 1 \| \| Kārlis Ozoliņš Edan Leshem \| 6 0 \| 6 3 \| \| \| \| 2 \| \| Ernests Gulbis Daniel Cukierman \| 6 1 \| 2 6 \| 7 62 \| \| \| 3 \| \| Ernests Gulbis / Kārlis Ozoliņš Daniel Cukierman / Edan Leshem \| 3 6 \| 3 6 \| \| \| \| 4 \| \| Robert Strombachs Yshai Oliel \| 1 6 \| 4 6 \| \| \| \| 5 \| \| Kārlis Ozoliņš Daniel Cukierman \| 7 65 \| 2 6 \| 4 6 \| \| |                                                          |                                                                |           |     |      |  |
| |                                                          |                                                                | 1         | 2   | 3    |  |
| 1 | Lettonia (bandiera) · Israele (bandiera)                 | Kārlis Ozoliņš Edan Leshem                                     | 6 0       | 6 3 |      |  |
| 2 | Lettonia (bandiera) · Israele (bandiera)                 | Ernests Gulbis Daniel Cukierman                                | 6 1       | 2 6 | 7 62 |  |
| 3 | Lettonia (bandiera) · Israele (bandiera)                 | Ernests Gulbis / Kārlis Ozoliņš Daniel Cukierman / Edan Leshem | 3 6       | 3 6 |      |  |
| 4 | Lettonia (bandiera) · Israele (bandiera)                 | Robert Strombachs Yshai Oliel                                  | 1 6       | 4 6 |      |  |
| 5 | Lettonia (bandiera) · Israele (bandiera)                 | Kārlis Ozoliņš Daniel Cukierman                                | 7 65      | 2 6 | 4 6  |  |

#### Perù vs. Irlanda
| Perù 4 | Estadio Asia, Asia, Perù 3-4 febbraio 2023 Terra rossa | Estadio Asia, Asia, Perù 3-4 febbraio 2023 Terra rossa    | Irlanda 0 |      |   |             |
| \| \| \| \| 1 \| 2 \| 3 \| \| \| - \| \| --------------------------------------------------------- \| --- \| ---- \| - \| ----------- \| \| 1 \| \| Gonzalo Bueno Simon Carr \| 6 1 \| 6 1 \| \| \| \| 2 \| \| Arklon Huertas Del Pino Osgar O'Hoisin \| 6 2 \| 6 3 \| \| \| \| 3 \| \| Ignacio Buse / Jorge Brian Panta Simon Carr / Jack Molloy \| 6 2 \| 7 64 \| \| \| \| 4 \| \| Arklon Huertas Del Pino Michael Agwi \| 6 3 \| 6 4 \| \| \| \| 5 \| \| Gonzalo Bueno Osgar O'Hoisin \| \| \| \| non giocato \| |                                                        |                                                           |           |      |   |             |
| |                                                        |                                                           | 1         | 2    | 3 |             |
| 1 | Perù (bandiera) · Irlanda (bandiera)                   | Gonzalo Bueno Simon Carr                                  | 6 1       | 6 1  |   |             |
| 2 | Perù (bandiera) · Irlanda (bandiera)                   | Arklon Huertas Del Pino Osgar O'Hoisin                    | 6 2       | 6 3  |   |             |
| 3 | Perù (bandiera) · Irlanda (bandiera)                   | Ignacio Buse / Jorge Brian Panta Simon Carr / Jack Molloy | 6 2       | 7 64 |   |             |
| 4 | Perù (bandiera) · Irlanda (bandiera)                   | Arklon Huertas Del Pino Michael Agwi                      | 6 3       | 6 4  |   |             |
| 5 | Perù (bandiera) · Irlanda (bandiera)                   | Gonzalo Bueno Osgar O'Hoisin                              |           |      |   | non giocato |

#### Messico vs. Taipei Cinese
| Messico 1 | Club Deportivo La Asunción, Metepec, Messico 4-5 febbraio 2023 Terra rossa | Club Deportivo La Asunción, Metepec, Messico 4-5 febbraio 2023 Terra rossa | Taipei cinese 3 |     |   |             |
| \| \| \| \| 1 \| 2 \| 3 \| \| \| - \| \| ------------------------------------------------------------------- \| ---- \| --- \| - \| ----------- \| \| 1 \| \| César Ramírez Tseng Chun-hsin \| 4 6 \| 3 6 \| \| \| \| 2 \| \| Alan Fernando Rubio Ferros Hsu Yu-hsiou \| 5 7 \| 3 6 \| \| \| \| 3 \| \| Isaac Arturo Arévalo / César Ramírez Hsu Yu-hsiou / Tseng Chun-hsin \| 64 7 \| 4 6 \| \| \| \| 4 \| \| Luciano Alcocer Huang Tsung-hao \| 6 3 \| 6 3 \| \| \| \| 5 \| \| César Ramírez Hsu Yu-hsiou \| \| \| \| non giocato \| |                                                                            |                                                                            |                 |     |   |             |
| |                                                                            |                                                                            | 1               | 2   | 3 |             |
| 1 | Messico (bandiera) · Taipei cinese (bandiera)                              | César Ramírez Tseng Chun-hsin                                              | 4 6             | 3 6 |   |             |
| 2 | Messico (bandiera) · Taipei cinese (bandiera)                              | Alan Fernando Rubio Ferros Hsu Yu-hsiou                                    | 5 7             | 3 6 |   |             |
| 3 | Messico (bandiera) · Taipei cinese (bandiera)                              | Isaac Arturo Arévalo / César Ramírez Hsu Yu-hsiou / Tseng Chun-hsin        | 64 7            | 4 6 |   |             |
| 4 | Messico (bandiera) · Taipei cinese (bandiera)                              | Luciano Alcocer Huang Tsung-hao                                            | 6 3             | 6 3 |   |             |
| 5 | Messico (bandiera) · Taipei cinese (bandiera)                              | César Ramírez Hsu Yu-hsiou                                                 |                 |     |   | non giocato |

#### Ucraina vs. Libano
| Ucraina 3 | Leszno Tennis Club, Leszno, Polonia 3-4 febbraio 2023 Cemento (i) | Leszno Tennis Club, Leszno, Polonia 3-4 febbraio 2023 Cemento (i)       | Libano 1 |      |     |             |
| \| \| \| \| 1 \| 2 \| 3 \| \| \| - \| \| ----------------------------------------------------------------------- \| --- \| ---- \| --- \| ----------- \| \| 1 \| \| Vladyslav Orlov Hady Habib \| 6 4 \| 6 2 \| \| \| \| 2 \| \| V'jačeslav Bjelins'kyj Benjamin Hassan \| 6 4 \| 2 6 \| 6 4 \| \| \| 3 \| \| Illja Bjeloborod'ko / Vladyslav Manafov Benjamin Hassan / Hasan Ibrahim \| 6 4 \| 6 3 \| \| \| \| 4 \| \| Oleksandr Ovčarenko Benjamin Hassan \| 5 7 \| 61 7 \| \| \| \| 5 \| \| V'jačeslav Bjelins'kyj Hady Habib \| \| \| \| non giocato \| |                                                                   |                                                                         |          |      |     |             |
| |                                                                   |                                                                         | 1        | 2    | 3   |             |
| 1 | Ucraina (bandiera) · Libano (bandiera)                            | Vladyslav Orlov Hady Habib                                              | 6 4      | 6 2  |     |             |
| 2 | Ucraina (bandiera) · Libano (bandiera)                            | V'jačeslav Bjelins'kyj Benjamin Hassan                                  | 6 4      | 2 6  | 6 4 |             |
| 3 | Ucraina (bandiera) · Libano (bandiera)                            | Illja Bjeloborod'ko / Vladyslav Manafov Benjamin Hassan / Hasan Ibrahim | 6 4      | 6 3  |     |             |
| 4 | Ucraina (bandiera) · Libano (bandiera)                            | Oleksandr Ovčarenko Benjamin Hassan                                     | 5 7      | 61 7 |     |             |
| 5 | Ucraina (bandiera) · Libano (bandiera)                            | V'jačeslav Bjelins'kyj Hady Habib                                       |          |      |     | non giocato |

#### Turchia vs. Slovenia
| Turchia 4 | Enka Spor Kulübü, Istanbul, Turchia 3-4 febbraio 2023 Cemento (i) | Enka Spor Kulübü, Istanbul, Turchia 3-4 febbraio 2023 Cemento (i) | Slovenia 0 |      |     |             |
| \| \| \| \| 1 \| 2 \| 3 \| \| \| - \| \| ---------------------------------------------------------- \| --- \| ---- \| --- \| ----------- \| \| 1 \| \| Altuğ Çelikbilek Sebastian Dominko \| 6 2 \| 6 3 \| \| \| \| 2 \| \| Cem İlkel Bor Artnak \| 6 2 \| 7 65 \| \| \| \| 3 \| \| Altuğ Çelikbilek / Cem İlkel Sebastian Dominko / Blaž Rola \| 7 5 \| 4 6 \| 6 4 \| \| \| 4 \| \| Ergi Kırkın Matic Križnik \| 6 2 \| 6 2 \| \| \| \| 5 \| \| Cem İlkel Sebastian Dominko \| \| \| \| non giocato \| |                                                                   |                                                                   |            |      |     |             |
| |                                                                   |                                                                   | 1          | 2    | 3   |             |
| 1 | Turchia (bandiera) · Slovenia (bandiera)                          | Altuğ Çelikbilek Sebastian Dominko                                | 6 2        | 6 3  |     |             |
| 2 | Turchia (bandiera) · Slovenia (bandiera)                          | Cem İlkel Bor Artnak                                              | 6 2        | 7 65 |     |             |
| 3 | Turchia (bandiera) · Slovenia (bandiera)                          | Altuğ Çelikbilek / Cem İlkel Sebastian Dominko / Blaž Rola        | 7 5        | 4 6  | 6 4 |             |
| 4 | Turchia (bandiera) · Slovenia (bandiera)                          | Ergi Kırkın Matic Križnik                                         | 6 2        | 6 2  |     |             |
| 5 | Turchia (bandiera) · Slovenia (bandiera)                          | Cem İlkel Sebastian Dominko                                       |            |      |     | non giocato |

#### Lituania vs. Pakistan
| Lituania 4 | SEB Arena, Vilnius, Lituania 3-4 febbraio 2023 Cemento (i) | SEB Arena, Vilnius, Lituania 3-4 febbraio 2023 Cemento (i)  | Pakistan 0 |     |     |             |
| \| \| \| \| 1 \| 2 \| 3 \| \| \| - \| \| ----------------------------------------------------------- \| --- \| --- \| --- \| ----------- \| \| 1 \| \| Ričardas Berankis Muhammad Shoaib \| 6 0 \| 6 2 \| \| \| \| 2 \| \| Edas Butvilas Aqeel Khan \| 6 1 \| 6 0 \| \| \| \| 3 \| \| Tadas Babelis / Vilius Gaubas Muhammad Abid / Aisam Qureshi \| 1 6 \| 6 2 \| 6 2 \| \| \| 4 \| \| Vilius Gaubas Muhammad Abid \| 6 2 \| 6 2 \| \| \| \| 5 \| \| Edas Butvilas Muhammad Shoaib \| \| \| \| non giocato \| |                                                            |                                                             |            |     |     |             |
| |                                                            |                                                             | 1          | 2   | 3   |             |
| 1 | Lituania (bandiera) · Pakistan (bandiera)                  | Ričardas Berankis Muhammad Shoaib                           | 6 0        | 6 2 |     |             |
| 2 | Lituania (bandiera) · Pakistan (bandiera)                  | Edas Butvilas Aqeel Khan                                    | 6 1        | 6 0 |     |             |
| 3 | Lituania (bandiera) · Pakistan (bandiera)                  | Tadas Babelis / Vilius Gaubas Muhammad Abid / Aisam Qureshi | 1 6        | 6 2 | 6 2 |             |
| 4 | Lituania (bandiera) · Pakistan (bandiera)                  | Vilius Gaubas Muhammad Abid                                 | 6 2        | 6 2 |     |             |
| 5 | Lituania (bandiera) · Pakistan (bandiera)                  | Edas Butvilas Muhammad Shoaib                               |            |     |     | non giocato |

#### Nuova Zelanda vs. Bulgaria
| Nuova Zelanda 1 | Wilding Park, Christchurch, Nuova Zelanda 4-5 febbraio 2023 Cemento | Wilding Park, Christchurch, Nuova Zelanda 4-5 febbraio 2023 Cemento | Bulgaria 3 |     |     |             |
| \| \| \| \| 1 \| 2 \| 3 \| \| \| - \| \| -------------------------------------------------------------- \| ---- \| --- \| --- \| ----------- \| \| 1 \| \| Ajeet Rai Aleksandăr Lazarov \| 61 7 \| 2 6 \| \| \| \| 2 \| \| Kiranpal Pannu Dimităr Kuzmanov \| 7 5 \| 3 6 \| 2 6 \| \| \| 3 \| \| Artem Sitak / Michael Venus Aleksandăr Donski / P'otr Nesterov \| 6 4 \| 3 6 \| 6 3 \| \| \| 4 \| \| Ajeet Rai Dimităr Kuzmanov \| 3 6 \| 7 5 \| 4 6 \| \| \| 5 \| \| Rubin Statham Aleksandăr Lazarov \| \| \| \| non giocato \| |                                                                     |                                                                     |            |     |     |             |
| |                                                                     |                                                                     | 1          | 2   | 3   |             |
| 1 | Nuova Zelanda (bandiera) · Bulgaria (bandiera)                      | Ajeet Rai Aleksandăr Lazarov                                        | 61 7       | 2 6 |     |             |
| 2 | Nuova Zelanda (bandiera) · Bulgaria (bandiera)                      | Kiranpal Pannu Dimităr Kuzmanov                                     | 7 5        | 3 6 | 2 6 |             |
| 3 | Nuova Zelanda (bandiera) · Bulgaria (bandiera)                      | Artem Sitak / Michael Venus Aleksandăr Donski / P'otr Nesterov      | 6 4        | 3 6 | 6 3 |             |
| 4 | Nuova Zelanda (bandiera) · Bulgaria (bandiera)                      | Ajeet Rai Dimităr Kuzmanov                                          | 3 6        | 7 5 | 4 6 |             |
| 5 | Nuova Zelanda (bandiera) · Bulgaria (bandiera)                      | Rubin Statham Aleksandăr Lazarov                                    |            |     |     | non giocato |

## Turno principale
In questo turno parteciperanno le dodici nazioni perdenti nelle qualificazioni alla fase finale e le dodici nazioni vincitrici dei play-off. Gli incontri si disputeranno tra il 14 e il 17 settembre. Le dodici vincenti parteciperanno alle qualificazioni per la fase finale 2024 mentre le perdenti parteciperanno ai play-off del Gruppo Mondiale I.
Parteciperanno ventiquattro squadre:
- 12 squadre perdenti dal turno di qualificazione di febbraio 2023
- 12 squadre vincitrici dei play-off del Gruppo Mondiale I di febbraio 2023

### Squadre partecipanti
Tra parentesi la posizione occupata nella classifica a squadre di Coppa Davis il 6 febbraio 2023.
Teste di serie
- Germania (5ª)
- Kazakistan (14ª)
- Belgio (16ª)
- Argentina (18ª)
- Colombia (19ª)
- Ungheria (22ª)
- Giappone (23ª)
- Austria (24ª)
- Slovacchia (25ª)
- Norvegia (26ª)
- Romania (27ª)
- Brasile (28ª)

Non teste di serie
- Bosnia ed Erzegovina (29ª)
- Portogallo (30ª)
- Israele (31ª)
- Uzbekistan (33ª)
- Perù (34ª)
- Turchia (35ª)
- Ucraina (36ª)
- Taipei cinese (37ª)
- Danimarca (38ª)
- Lituania (39ª)
- Bulgaria (41ª)
- Grecia (42ª)

| Squadra di casa      | Punteggio | Squadra ospite | Luogo             | Stadio                       | Superficie      |
| -------------------- | --------- | -------------- | ----------------- | ---------------------------- | --------------- |
| Bosnia ed Erzegovina | 0–4       | Germania [1]   | Mostar            | Tennis Club                  | Terra rossa (i) |
| Bulgaria             | 1–3       | Kazakistan [2] | Sofia             | National Tennis Centre       | Terra rossa     |
| Belgio [3]           | 3–1       | Uzbekistan     | Hasselt           | Sporthal Alverberg           | Cemento (i)     |
| Argentina [4]        | 4–0       | Lituania       | Buenos Aires      | Lawn Tennis Club             | Terra rossa     |
| Ucraina              | 3–2       | Colombia [5]   | K'asp'i (Georgia) | Garikula Tennis Club         | Cemento         |
| Ungheria [6]         | 4–0       | Turchia        | Keszthely         | Helikon Teniszcentrum        | Terra rossa     |
| Israele              | 3–2       | Giappone [7]   | Hadera            | Enerbox Sport Palace         | Cemento (i)     |
| Austria [8]          | 1–3       | Portogallo     | Schwechat         | Multiversum                  | Cemento (i)     |
| Grecia               | 1–3       | Slovacchia [9] | Atene             | Panathenaic Stadium          | Cemento         |
| Perù                 | 4–1       | Norvegia [10]  | Lima              | Lawn Tennis de la Exposición | Terra rossa     |
| Romania [11]         | 1–3       | Taipei cinese  | Mamaia            | Tennis Club IDU              | Terra rossa     |
| Danimarca            | 1–3       | Brasile [12]   | Hillerød          | Royal Stage                  | Cemento (i)     |

## Risultati

### Bosnia ed Erzegovina vs Germania
| Bosnia ed Erzegovina 0 | Tennis Club, Mostar, Bosnia ed Erzegovina 16–17 settembre 2023 Terra rossa | Tennis Club, Mostar, Bosnia ed Erzegovina 16–17 settembre 2023 Terra rossa | Germania 4 |      |   |             |
| \| \| \| \| 1 \| 2 \| 3 \| \| \| - \| \| ----------------------------------------------------- \| ---- \| ---- \| - \| ----------- \| \| 1 \| \| Nerman Fatić Daniel Altmaier \| 65 7 \| 2 6 \| \| \| \| 2 \| \| Damir Džumhur Yannick Hanfmann \| 2 6 \| 1 6 \| \| \| \| 3 \| \| Mirza Bašić / Damir Džumhur Kevin Krawietz / Tim Pütz \| 4 6 \| 2 6 \| \| \| \| 4 \| \| Andrej Nedić Maximilian Marterer \| 1 6 \| 64 7 \| \| \| \| 5 \| \| Nerman Fatić Yannick Hanfmann \| \| \| \| non giocato \| |                                                                            |                                                                            |            |      |   |             |
| |                                                                            |                                                                            | 1          | 2    | 3 |             |
| 1 | Bosnia ed Erzegovina (bandiera) · Germania (bandiera)                      | Nerman Fatić Daniel Altmaier                                               | 65 7       | 2 6  |   |             |
| 2 | Bosnia ed Erzegovina (bandiera) · Germania (bandiera)                      | Damir Džumhur Yannick Hanfmann                                             | 2 6        | 1 6  |   |             |
| 3 | Bosnia ed Erzegovina (bandiera) · Germania (bandiera)                      | Mirza Bašić / Damir Džumhur Kevin Krawietz / Tim Pütz                      | 4 6        | 2 6  |   |             |
| 4 | Bosnia ed Erzegovina (bandiera) · Germania (bandiera)                      | Andrej Nedić Maximilian Marterer                                           | 1 6        | 64 7 |   |             |
| 5 | Bosnia ed Erzegovina (bandiera) · Germania (bandiera)                      | Nerman Fatić Yannick Hanfmann                                              |            |      |   | non giocato |

### Bulgaria vs Kazakistan
| Bulgaria 1 | National Tennis Centre, Sofia, Bulgaria 16–17 settembre 2023 Terra rossa | National Tennis Centre, Sofia, Bulgaria 16–17 settembre 2023 Terra rossa   | Kazakistan 3 |      |     |             |
| \| \| \| \| 1 \| 2 \| 3 \| \| \| - \| \| -------------------------------------------------------------------------- \| --- \| ---- \| --- \| ----------- \| \| 1 \| \| Dimitar Kuzmanov Timofej Skatov \| 6 3 \| 4 6 \| 3 6 \| \| \| 2 \| \| Yanaki Milev Aleksandr Bublik \| 4 6 \| 1 6 \| \| \| \| 3 \| \| Alexander Donski / Alexandar Lazarov Andrej Golubev / Oleksandr Nedovjesov \| 6 3 \| 6 3 \| \| \| \| 4 \| \| Dimitar Kuzmanov Aleksandr Bublik \| 4 6 \| 64 7 \| \| \| \| 5 \| \| Yanaki Milev Timofej Skatov \| \| \| \| non giocato \| |                                                                          |                                                                            |              |      |     |             |
| |                                                                          |                                                                            | 1            | 2    | 3   |             |
| 1 | Bulgaria (bandiera) · Kazakistan (bandiera)                              | Dimitar Kuzmanov Timofej Skatov                                            | 6 3          | 4 6  | 3 6 |             |
| 2 | Bulgaria (bandiera) · Kazakistan (bandiera)                              | Yanaki Milev Aleksandr Bublik                                              | 4 6          | 1 6  |     |             |
| 3 | Bulgaria (bandiera) · Kazakistan (bandiera)                              | Alexander Donski / Alexandar Lazarov Andrej Golubev / Oleksandr Nedovjesov | 6 3          | 6 3  |     |             |
| 4 | Bulgaria (bandiera) · Kazakistan (bandiera)                              | Dimitar Kuzmanov Aleksandr Bublik                                          | 4 6          | 64 7 |     |             |
| 5 | Bulgaria (bandiera) · Kazakistan (bandiera)                              | Yanaki Milev Timofej Skatov                                                |              |      |     | non giocato |

### Belgio vs Uzbekistan
| Belgio 3 | Sporthal Alverberg, Hasselt, Belgio 16–17 settembre 2023 Cemento (i) | Sporthal Alverberg, Hasselt, Belgio 16–17 settembre 2023 Cemento (i) | Uzbekistan 1 |      |     |             |
| \| \| \| \| 1 \| 2 \| 3 \| \| \| - \| \| ------------------------------------------------------ \| ---- \| ---- \| --- \| ----------- \| \| 1 \| \| Kimmer Coppejans Khumoyun Sultanov \| 68 7 \| 6 3 \| 6 7 \| \| \| 2 \| \| Joris De Loore Sergey Fomin \| 7 6 \| 7 62 \| \| \| \| 3 \| \| Sander Gillé / Joran Vliegen Sergey Fomin / Maxim Shin \| 6 1 \| 3 6 \| 6 2 \| \| \| 4 \| \| Joris De Loore Khumoyun Sultanov \| 6 3 \| 6 4 \| \| \| \| 5 \| \| Kimmer Coppejans Sergey Fomin \| \| \| \| non giocato \| |                                                                      |                                                                      |              |      |     |             |
| |                                                                      |                                                                      | 1            | 2    | 3   |             |
| 1 | Belgio (bandiera) · Uzbekistan (bandiera)                            | Kimmer Coppejans Khumoyun Sultanov                                   | 68 7         | 6 3  | 6 7 |             |
| 2 | Belgio (bandiera) · Uzbekistan (bandiera)                            | Joris De Loore Sergey Fomin                                          | 7 6          | 7 62 |     |             |
| 3 | Belgio (bandiera) · Uzbekistan (bandiera)                            | Sander Gillé / Joran Vliegen Sergey Fomin / Maxim Shin               | 6 1          | 3 6  | 6 2 |             |
| 4 | Belgio (bandiera) · Uzbekistan (bandiera)                            | Joris De Loore Khumoyun Sultanov                                     | 6 3          | 6 4  |     |             |
| 5 | Belgio (bandiera) · Uzbekistan (bandiera)                            | Kimmer Coppejans Sergey Fomin                                        |              |      |     | non giocato |

### Argentina vs Lituania
| Argentina 4 | Lawn Tennis Club, Buenos Aires, Argentina 16–17 settembre 2023 Terra rossa | Lawn Tennis Club, Buenos Aires, Argentina 16–17 settembre 2023 Terra rossa | Lituania 0 |     |     |             |
| \| \| \| \| 1 \| 2 \| 3 \| \| \| - \| \| -------------------------------------------------------------- \| --- \| --- \| --- \| ----------- \| \| 1 \| \| Francisco Cerúndolo Vilius Gaubas \| 6 1 \| 6 7 \| 6 2 \| \| \| 2 \| \| Sebastián Báez Ričardas Berankis \| 7 6 \| 5 7 \| 6 3 \| \| \| 3 \| \| Máximo González / Andrés Molteni Tadas Babelis / Edas Butvilas \| 6 4 \| 6 3 \| \| \| \| 4 \| \| Tomás Martín Etcheverry Edas Butvilas \| 6 2 \| 6 4 \| \| \| \| 5 \| \| Sebastián Báez Vilius Gaubas \| \| \| \| non giocato \| |                                                                            |                                                                            |            |     |     |             |
| |                                                                            |                                                                            | 1          | 2   | 3   |             |
| 1 | Argentina (bandiera) · Lituania (bandiera)                                 | Francisco Cerúndolo Vilius Gaubas                                          | 6 1        | 6 7 | 6 2 |             |
| 2 | Argentina (bandiera) · Lituania (bandiera)                                 | Sebastián Báez Ričardas Berankis                                           | 7 6        | 5 7 | 6 3 |             |
| 3 | Argentina (bandiera) · Lituania (bandiera)                                 | Máximo González / Andrés Molteni Tadas Babelis / Edas Butvilas             | 6 4        | 6 3 |     |             |
| 4 | Argentina (bandiera) · Lituania (bandiera)                                 | Tomás Martín Etcheverry Edas Butvilas                                      | 6 2        | 6 4 |     |             |
| 5 | Argentina (bandiera) · Lituania (bandiera)                                 | Sebastián Báez Vilius Gaubas                                               |            |     |     | non giocato |

### Ucraina vs Colombia
| Ucraina 3 | Garikula Tennis Club, K'asp'i, Georgia 14–15 settembre 2023 Cemento | Garikula Tennis Club, K'asp'i, Georgia 14–15 settembre 2023 Cemento           | Colombia 2 |     |      |  |
| \| \| \| \| 1 \| 2 \| 3 \| \| \| - \| \| ----------------------------------------------------------------------------- \| --- \| --- \| ---- \| \| \| 1 \| \| Oleksii Krutykh Nicolás Mejía \| 6 4 \| 6 3 \| \| \| \| 2 \| \| Vladyslav Orlov Daniel Elahi Galán \| 7 5 \| 3 6 \| 0 6 \| \| \| 3 \| \| Illya Beloborodko / Viacheslav Bielinskyi Juan Sebastián Cabal / Robert Farah \| 2 6 \| 4 6 \| \| \| \| 4 \| \| Oleksii Krutykh Daniel Elahi Galán \| 3 6 \| 6 0 \| 6 3 \| \| \| 5 \| \| Vladyslav Orlov Nicolás Mejía \| 5 7 \| 6 4 \| 7 64 \| \| |                                                                     |                                                                               |            |     |      |  |
| |                                                                     |                                                                               | 1          | 2   | 3    |  |
| 1 | Ucraina (bandiera) · Colombia (bandiera)                            | Oleksii Krutykh Nicolás Mejía                                                 | 6 4        | 6 3 |      |  |
| 2 | Ucraina (bandiera) · Colombia (bandiera)                            | Vladyslav Orlov Daniel Elahi Galán                                            | 7 5        | 3 6 | 0 6  |  |
| 3 | Ucraina (bandiera) · Colombia (bandiera)                            | Illya Beloborodko / Viacheslav Bielinskyi Juan Sebastián Cabal / Robert Farah | 2 6        | 4 6 |      |  |
| 4 | Ucraina (bandiera) · Colombia (bandiera)                            | Oleksii Krutykh Daniel Elahi Galán                                            | 3 6        | 6 0 | 6 3  |  |
| 5 | Ucraina (bandiera) · Colombia (bandiera)                            | Vladyslav Orlov Nicolás Mejía                                                 | 5 7        | 6 4 | 7 64 |  |

### Ungheria vs. Turchia
| Ungheria 4 | Helikon Teniszcentrum, Keszthely, Ungheria 15–16 settembre 2023 Terra rossa | Helikon Teniszcentrum, Keszthely, Ungheria 15–16 settembre 2023 Terra rossa | Turchia 0 |     |   |             |
| \| \| \| \| 1 \| 2 \| 3 \| \| \| - \| \| ----------------------------------------------------------- \| ---- \| --- \| - \| ----------- \| \| 1 \| \| Fábián Marozsán Altuğ Çelikbilek \| 7 5 \| 6 2 \| \| \| \| 2 \| \| Zsombor Piros Cem İlkel \| 6 3 \| 6 2 \| \| \| \| 3 \| \| Fábián Marozsán / Máté Valkusz Altuğ Çelikbilek / Cem İlkel \| 6 3 \| 6 3 \| \| \| \| 4 \| \| Matyas Fuele Ergi Kırkın \| 7 63 \| 6 2 \| \| \| \| 5 \| \| Zsombor Piros Altuğ Çelikbilek \| \| \| \| non giocato \| |                                                                             |                                                                             |           |     |   |             |
| |                                                                             |                                                                             | 1         | 2   | 3 |             |
| 1 | Ungheria (bandiera) · Turchia (bandiera)                                    | Fábián Marozsán Altuğ Çelikbilek                                            | 7 5       | 6 2 |   |             |
| 2 | Ungheria (bandiera) · Turchia (bandiera)                                    | Zsombor Piros Cem İlkel                                                     | 6 3       | 6 2 |   |             |
| 3 | Ungheria (bandiera) · Turchia (bandiera)                                    | Fábián Marozsán / Máté Valkusz Altuğ Çelikbilek / Cem İlkel                 | 6 3       | 6 3 |   |             |
| 4 | Ungheria (bandiera) · Turchia (bandiera)                                    | Matyas Fuele Ergi Kırkın                                                    | 7 63      | 6 2 |   |             |
| 5 | Ungheria (bandiera) · Turchia (bandiera)                                    | Zsombor Piros Altuğ Çelikbilek                                              |           |     |   | non giocato |

### Israele vs Giappone
| Israele 3 | Shlomo Group Arena, Tel Aviv, Israele 16–17 settembre 2023 Cemento (i) | Shlomo Group Arena, Tel Aviv, Israele 16–17 settembre 2023 Cemento (i) | Giappone 2 |      |      |  |
| \| \| \| \| 1 \| 2 \| 3 \| \| \| - \| \| ----------------------------------------------------------- \| --- \| ---- \| ---- \| \| \| 1 \| \| Yshai Oliel Sho Shimabukuro \| 4 6 \| 65 7 \| \| \| \| 2 \| \| Daniel Cukierman Shintaro Mochizuki \| 1 6 \| 7 65 \| 6 2 \| \| \| 3 \| \| Daniel Cukierman / Edan Leshem Ben McLachlan / Kaito Uesugi \| 2 6 \| 62 7 \| \| \| \| 4 \| \| Daniel Cukierman Sho Shimabukuro \| 2 6 \| 6 1 \| 7 64 \| \| \| 5 \| \| Yshai Oliel Shintaro Mochizuki \| 2 6 \| 7 5 \| 6 0 \| \| |                                                                        |                                                                        |            |      |      |  |
| |                                                                        |                                                                        | 1          | 2    | 3    |  |
| 1 | Israele (bandiera) · Giappone (bandiera)                               | Yshai Oliel Sho Shimabukuro                                            | 4 6        | 65 7 |      |  |
| 2 | Israele (bandiera) · Giappone (bandiera)                               | Daniel Cukierman Shintaro Mochizuki                                    | 1 6        | 7 65 | 6 2  |  |
| 3 | Israele (bandiera) · Giappone (bandiera)                               | Daniel Cukierman / Edan Leshem Ben McLachlan / Kaito Uesugi            | 2 6        | 62 7 |      |  |
| 4 | Israele (bandiera) · Giappone (bandiera)                               | Daniel Cukierman Sho Shimabukuro                                       | 2 6        | 6 1  | 7 64 |  |
| 5 | Israele (bandiera) · Giappone (bandiera)                               | Yshai Oliel Shintaro Mochizuki                                         | 2 6        | 7 5  | 6 0  |  |

### Austria vs Portogallo
| Austria 1 | Multiversum, Schwechat, Austria 15–16 settembre 2023 Cemento (i) | Multiversum, Schwechat, Austria 15–16 settembre 2023 Cemento (i) | Portogallo 3 |      |      |             |
| \| \| \| \| 1 \| 2 \| 3 \| \| \| - \| \| ------------------------------------------------------------- \| ---- \| ---- \| ---- \| ----------- \| \| 1 \| \| Jurij Rodionov Nuno Borges \| 64 7 \| 6 3 \| 3 6 \| \| \| 2 \| \| Sebastian Ofner João Sousa \| 7 5 \| 3 6 \| 61 7 \| \| \| 3 \| \| Alexander Erler / Lucas Miedler Francisco Cabral / João Sousa \| 7 60 \| 7 65 \| \| \| \| 4 \| \| Dennis Novak Nuno Borges \| 3 6 \| 2 6 \| \| \| \| 5 \| \| Jurij Rodionov João Sousa \| \| \| \| non giocato \| |                                                                  |                                                                  |              |      |      |             |
| |                                                                  |                                                                  | 1            | 2    | 3    |             |
| 1 | Austria (bandiera) · Portogallo (bandiera)                       | Jurij Rodionov Nuno Borges                                       | 64 7         | 6 3  | 3 6  |             |
| 2 | Austria (bandiera) · Portogallo (bandiera)                       | Sebastian Ofner João Sousa                                       | 7 5          | 3 6  | 61 7 |             |
| 3 | Austria (bandiera) · Portogallo (bandiera)                       | Alexander Erler / Lucas Miedler Francisco Cabral / João Sousa    | 7 60         | 7 65 |      |             |
| 4 | Austria (bandiera) · Portogallo (bandiera)                       | Dennis Novak Nuno Borges                                         | 3 6          | 2 6  |      |             |
| 5 | Austria (bandiera) · Portogallo (bandiera)                       | Jurij Rodionov João Sousa                                        |              |      |      | non giocato |

### Grecia vs Slovacchia
| Grecia 1 | Stadio Panathinaiko, Atene, Grecia 16–17 settembre 2023 Cemento | Stadio Panathinaiko, Atene, Grecia 16–17 settembre 2023 Cemento  | Slovacchia 3 |      |     |             |
| \| \| \| \| 1 \| 2 \| 3 \| \| \| - \| \| ---------------------------------------------------------------- \| ---- \| ---- \| --- \| ----------- \| \| 1 \| \| Alexandros Skorilas Alex Molčan \| 1 6 \| 1 6 \| \| \| \| 2 \| \| Stefanos Tsitsipas Lukáš Klein \| 63 7 \| 7 65 \| 4 0 \| ritiro \| \| 3 \| \| Stefanos Tsitsipas / Petros Tsitsipas Lukáš Klein / Igor Zelenay \| 3 6 \| 7 65 \| 3 6 \| \| \| 4 \| \| Stefanos Tsitsipas Alex Molčan \| 6 7 \| 6 4 \| 3 6 \| \| \| 5 \| \| Alexandros Skorilas Lukáš Klein \| \| \| \| non giocato \| |                                                                 |                                                                  |              |      |     |             |
| |                                                                 |                                                                  | 1            | 2    | 3   |             |
| 1 | Grecia (bandiera) · Slovacchia (bandiera)                       | Alexandros Skorilas Alex Molčan                                  | 1 6          | 1 6  |     |             |
| 2 | Grecia (bandiera) · Slovacchia (bandiera)                       | Stefanos Tsitsipas Lukáš Klein                                   | 63 7         | 7 65 | 4 0 | ritiro      |
| 3 | Grecia (bandiera) · Slovacchia (bandiera)                       | Stefanos Tsitsipas / Petros Tsitsipas Lukáš Klein / Igor Zelenay | 3 6          | 7 65 | 3 6 |             |
| 4 | Grecia (bandiera) · Slovacchia (bandiera)                       | Stefanos Tsitsipas Alex Molčan                                   | 6 7          | 6 4  | 3 6 |             |
| 5 | Grecia (bandiera) · Slovacchia (bandiera)                       | Alexandros Skorilas Lukáš Klein                                  |              |      |     | non giocato |

### Perù vs Norvegia
| Perù 4 | Lawn Tennis de la Exposición, Lima, Perù 16–17 settembre 2023 Terra rossa | Lawn Tennis de la Exposición, Lima, Perù 16–17 settembre 2023 Terra rossa        | Norvegia 1 |     |      |  |
| \| \| \| \| 1 \| 2 \| 3 \| \| \| - \| \| -------------------------------------------------------------------------------- \| --- \| --- \| ---- \| \| \| 1 \| \| Gonzalo Bueno Viktor Durasovic \| 3 6 \| 4 6 \| \| \| \| 2 \| \| Juan Pablo Varillas Nicolai Budkov Kjær \| 7 5 \| 6 4 \| \| \| \| 3 \| \| Arklon Huertas del Pino / Juan Pablo Varillas Viktor Durasovic / Herman Høyeraal \| 6 4 \| 6 2 \| \| \| \| 4 \| \| Juan Pablo Varillas Viktor Durasovic \| 6 1 \| 6 1 \| \| \| \| 5 \| \| Gonzalo Bueno Nicolai Budkov Kjær \| 6 2 \| 4 6 \| 11 9 \| \| |                                                                           |                                                                                  |            |     |      |  |
| |                                                                           |                                                                                  | 1          | 2   | 3    |  |
| 1 | Perù (bandiera) · Norvegia (bandiera)                                     | Gonzalo Bueno Viktor Durasovic                                                   | 3 6        | 4 6 |      |  |
| 2 | Perù (bandiera) · Norvegia (bandiera)                                     | Juan Pablo Varillas Nicolai Budkov Kjær                                          | 7 5        | 6 4 |      |  |
| 3 | Perù (bandiera) · Norvegia (bandiera)                                     | Arklon Huertas del Pino / Juan Pablo Varillas Viktor Durasovic / Herman Høyeraal | 6 4        | 6 2 |      |  |
| 4 | Perù (bandiera) · Norvegia (bandiera)                                     | Juan Pablo Varillas Viktor Durasovic                                             | 6 1        | 6 1 |      |  |
| 5 | Perù (bandiera) · Norvegia (bandiera)                                     | Gonzalo Bueno Nicolai Budkov Kjær                                                | 6 2        | 4 6 | 11 9 |  |

### Romania vs Cinese Taipei
| Romania 1 | Tennis Club IDU, Mamaia, Romania 15–16 settembre 2023 Terra rossa | Tennis Club IDU, Mamaia, Romania 15–16 settembre 2023 Terra rossa | Taipei cinese 3 |     |   |             |
| \| \| \| \| 1 \| 2 \| 3 \| \| \| - \| \| --------------------------------------------------------------- \| ---- \| --- \| - \| ----------- \| \| 1 \| \| Nicholas David Ionel Tseng Chun-hsin \| 3 6 \| 0 6 \| \| \| \| 2 \| \| Marius Copil Hsu Yu-hsiou \| 65 7 \| 5 7 \| \| \| \| 3 \| \| Victor Vlad Cornea / Cezar Crețu Hsu Yu-hsiou / Huang Tsung-hao \| 1 6 \| 4 6 \| \| \| \| 4 \| \| Cezar Crețu Hsu Yu-hsiou \| 6 4 \| 6 4 \| \| \| \| 5 \| \| Marius Copil Tseng Chun-hsin \| \| \| \| non giocato \| |                                                                   |                                                                   |                 |     |   |             |
| |                                                                   |                                                                   | 1               | 2   | 3 |             |
| 1 | Romania (bandiera) · Taipei cinese (bandiera)                     | Nicholas David Ionel Tseng Chun-hsin                              | 3 6             | 0 6 |   |             |
| 2 | Romania (bandiera) · Taipei cinese (bandiera)                     | Marius Copil Hsu Yu-hsiou                                         | 65 7            | 5 7 |   |             |
| 3 | Romania (bandiera) · Taipei cinese (bandiera)                     | Victor Vlad Cornea / Cezar Crețu Hsu Yu-hsiou / Huang Tsung-hao   | 1 6             | 4 6 |   |             |
| 4 | Romania (bandiera) · Taipei cinese (bandiera)                     | Cezar Crețu Hsu Yu-hsiou                                          | 6 4             | 6 4 |   |             |
| 5 | Romania (bandiera) · Taipei cinese (bandiera)                     | Marius Copil Tseng Chun-hsin                                      |                 |     |   | non giocato |

### Danimarca vs Brasile
| Danimarca 0 | Royal Stage, Hillerød, Danimarca 15–16 settembre 2023 Cemento (i) | Royal Stage, Hillerød, Danimarca 15–16 settembre 2023 Cemento (i)             | Brasile 4 |      |      |             |
| \| \| \| \| 1 \| 2 \| 3 \| \| \| - \| \| ----------------------------------------------------------------------------- \| ---- \| ---- \| ---- \| ----------- \| \| 1 \| \| Holger Rune Thiago Monteiro \| 7 64 \| 65 7 \| 2 6 \| \| \| 2 \| \| August Holmgren Thiago Seyboth Wild \| 4 6 \| 2 6 \| \| \| \| 3 \| \| Johannes Ingildsen / Christian Sigsgaard Rafael Matos / Felipe Meligeni Alves \| 7 65 \| 5 7 \| 65 7 \| \| \| 4 \| \| Elmer Moller Thiago Seyboth Wild \| 7 65 \| 5 7 \| 63 7 \| \| \| 5 \| \| August Holmgren Thiago Monteiro \| \| \| \| non giocato \| |                                                                   |                                                                               |           |      |      |             |
| |                                                                   |                                                                               | 1         | 2    | 3    |             |
| 1 | Danimarca (bandiera) · Brasile (bandiera)                         | Holger Rune Thiago Monteiro                                                   | 7 64      | 65 7 | 2 6  |             |
| 2 | Danimarca (bandiera) · Brasile (bandiera)                         | August Holmgren Thiago Seyboth Wild                                           | 4 6       | 2 6  |      |             |
| 3 | Danimarca (bandiera) · Brasile (bandiera)                         | Johannes Ingildsen / Christian Sigsgaard Rafael Matos / Felipe Meligeni Alves | 7 65      | 5 7  | 65 7 |             |
| 4 | Danimarca (bandiera) · Brasile (bandiera)                         | Elmer Moller Thiago Seyboth Wild                                              | 7 65      | 5 7  | 63 7 |             |
| 5 | Danimarca (bandiera) · Brasile (bandiera)                         | August Holmgren Thiago Monteiro                                               |           |      |      | non giocato |